# Carlos Steel
Carlos Steel (Gand, 8 novembre 1944) è un filosofo belga, dal 2003 direttore del progetto Aristoteles Latinus.
Già professore emerito di filosofia all'Università cattolica di Lovanio, nel 2003 divenne studioso presso La Pontificia accademia di San Tommaso d'Aquino.

## Opere selezionate
- The Changing Self. A Study on the Soul in later Neoplatonism: Iamblichus, Damascius and Priscianus, Bruxelles 1978 (Atti dell'Accademia reale delle scienze, delle lettere e delle belle arti del Belgio, Classe di lettere)
- Der Adler und die Nachteule: Thomas und Albert über die Möglichkeit der Metaphysik, Aschendorff, Monasterii Westphalorum 2001 (Lectio Albertina 4)